# Stato di bandiera

Bandiera della Marina mercantile italiana.

Con l'espressione Stato di bandiera viene indicato lo Stato che attribuisce la propria nazionalità ad una nave.
Con il termine nazionalità o bandiera si designa un criterio di collegamento della nave con l'ordinamento giuridico di uno Stato. La nazionalità della nave comporta da un lato la soggezione della stessa e dell'equipaggio a bordo alla sovranità di questo.
Affinché uno Stato possa legittimamente concedere la sua bandiera deve esistere un "legame sostanziale" tra la nave e l'ordinamento nazionale.
Sotto l'aspetto pratico uno Stato attribuisce la propria nazionalità a una nave attraverso la registrazione della stessa in appositi registri (ad esempio il Registro internazionale per l'Italia o il Lloyd's Register per il Regno Unito), la registrazione della nave determina la quantità di tonnellaggio mercantile di cui dispone lo Stato, la cui importanza dal punto di vista del commercio marittimo è quindi determinata dal tonnellaggio mercantile totale delle navi battenti la sua bandiera.
Ogni nave può navigare sotto la bandiera di un unico Stato ed è soggetta, in alto mare, alla sua giurisdizione esclusiva.
Le navi prive di nazionalità, ovvero quelle non legittimamente registrate in alcun Paese, non potendo invocare la protezione di alcuno Stato sono soggette alla giurisdizione di tutte le nazioni. Sono assimilate alle navi prive di nazionalità le navi che navighino sotto la bandiera di due o più Stati, usandole come «bandiere di comodo», in quanto non possono reclamare alcuna nazionalità.
Vengono considerati indizi (che evidentemente non possono essere investigati in mare) della mancanza di nazionalità:
- una documentazione di bordo carente o contraddittoria;
- il cambio di bandiera attuato in corso di navigazione;
- l'esistenza di differenti scritte (nome della nave e porto di iscrizione) asportabili;
- la mancanza di un comandante responsabile o di segni di identificazione (nome e bandiera).

Le navi da guerra di qualsiasi Paese possono pertanto, nell'ambito dell'esercizio dei poteri connessi al diritto di visita, sottoporre tali navi a inchiesta di bandiera e, qualora risulti confermata la mancanza di nazionalità, catturarle e condurle con la forza in un porto nazionale per gli opportuni provvedimenti.